# متحف سكك حديدية (لاتفيا)

صورة خارجية للمتحف

المتحف في الجهة المكشوفة

متحف السكك الحديدية في لاتفيا (باللاتفية: Latvijas dzelzceļa vēstures muzejs) هو متحف عن تاريخ السكك الحديدية في ريغا في لاتفيا. أُسِّسَ في 30 آب 1994، ويحتوي على أكثر من ألف من الأدوات، والوثائق، والصور، ومعدات الإشارة، والأدوات، والآلات، والأزياء، والشارات المتعلقة بالسكك الحديدية.